# Carangiformes
Carangiformes je red zrakoperki koji se sastoji od 6 porodica. 

## Taksonomija
- Nematistiidae Gill 1862.[2]
- Coryphaenidae Rafinesque, 1815[2]
- Rachycentridae Gill 1896.[2]
- Echeneididae Rafinesque, 1815.[2]
- Carangidae Rafinesque, 1815.[2]
- Menidae Fitzinger, 1873.[2]

## Vanjske poveznice
|  | Zajednički poslužitelj ima još gradiva o temi Carangiformes |
|  | Wikivrste imaju podatke o taksonu Carangiformes             |